# Maria J. Esteban

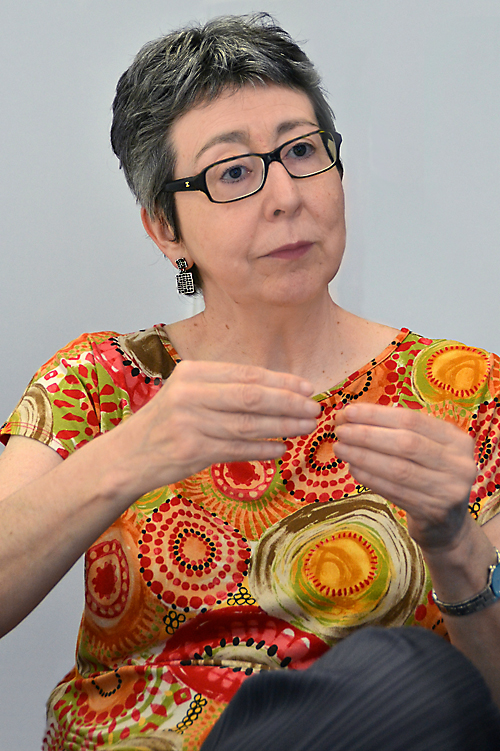
Maria J. Esteban

Maria J. Esteban (* 6. April 1956 in Alonsotegi, Spanien) ist eine französische Mathematikerin baskischen Ursprungs.

## Leben
Maria Esteban studierte Mathematik an der Universität Bilbao mit dem Lizenziat 1978 und an der Universität Paris VI (Pierre et Marie Curie), an der sie 1979 ihren DEA-Abschluss in numerischer Analysis erhielt und 1981 bei Haïm Brezis promoviert wurde (Thèse de 3ème Cycle, Dissertation: Problèmes semilinéaires dans des ouverts non bornés). 1987 wurde sie an der Universität Paris VI bei Pierre-Louis Lions habilitiert (Doctorat d’Etat, Habilitationsschrift: Sur quelques problèmes variationnels et équations aux derivées partielles non linéaires de la physique mathématique). Ab 1981 war sie Attachée de Recherche des CNRS an der Universität Paris VI (Labor für numerische Analysis), 1984 Chargé de Recherche und ab 1991 Forschungsdirektorin. Sie ist am CEREMADE der Universität Paris-Dauphiné.
Esteban befasst sich mit nichtlinearen partiellen Differentialgleichungen und deren Numerik mit Anwendungen in der mathematischen Physik (relativistische Quantenmechanik, Quantenchemie, Wechselwirkung von Strukturen und Flüssigkeiten u. a.) und besonders nichtlinearen elliptischen Gleichungen und Variationsmethoden.
2013/14 und 2014/15 war sie im Abel-Preis-Komitee. 2016 wurde sie Fellow der SIAM. Sie ist Ehrendoktorin in Valencia und an der Universität des Baskenlandes. 2015 hielt sie die Mary Cartwright Lecture der London Mathematical Society. Sie hielt einen Plenarvortrag auf dem International Congress on Mathematical Physics 2003 in Lissabon und war eingeladene Sprecherin auf dem Europäischen Mathematikerkongress 2008 in Amsterdam. Sie ist Ehrenmitglied der königlich spanischen mathematischen Gesellschaft sowie der London Mathematical Society (2018) und Mitglied der European Academy of Sciences.  2012 wurde sie Ritter des Ordre national du Mérite und sie ist Mitglied der Baskischen Akademie der Wissenschaften. 2019 wurde Esteban in die Academia Europaea gewählt, für 2021 wurde ihr die Blaise-Pascal-Medaille zugesprochen.
2009 bis 2012 war sie Präsidentin der Société de Mathématiques Appliquées et Industrielles (SMAI) und 2012/13 stand sie dem Komitee für Angewandte Mathematik der Europäischen Mathematischen Gesellschaft vor. 2015 bis 2019 war sie Präsidentin des International Council for Industrial and Applied Mathematics (ICIAM). Sie ist eine der Initiatoren des European Service Network of Mathematics for Industry and Innovation (EU-MATHS-IN).

## Schriften (Auswahl)
- mit P.-L. Lions: Existence and non-existence results for semilinear elliptic problems in unbounded domains, Proceedings of the Royal Society of Edinburgh Section A: Mathematics, Band 93, 1982, S. 1–14
- A direct variational approach to Skyrme's model for meson fields, Communications in Mathematical Physics, Band 105, 1986, S., 571–591
- mit P.-L.Lions: Stationary solutions of nonlinear Schrödinger equations with an external magnetic field, in: Partial differential equations and the calculus of variations, Birkhäuser 1989, S. 401–449
- mit É. Séré: Stationary states of the nonlinear Dirac equation: a variational approach, Communications in mathematical physics, Band 171, 1995, S. 323–350
- mit V. Georgiev, E. Séré: Stationary solutions of the Maxwell-Dirac and the Klein-Gordon-Dirac equations, Calculus of Variations and Partial Differential Equations, Band 4, 1996, S. 265–281
- mit B. Desjardins: Existence of weak solutions for the motion of rigid bodies in a viscous fluid, Archive for Rational Mechanics and Analysis, Band 146, 1999, S. 59–71
- mit J. Dolbeault, E. Séré: On the eigenvalues of operators with gaps. Application to Dirac operators, Journal of Functional Analysis, Band 174, 2000, S. 208–226
- mit B. Desjardins: On Weak Solutions for Fluid-Rigid Structure Interaction: Compressible and Incompressible Models, Communications in Partial Differential Equations, Band 25, 2000, S. 263–285
- mit J. Dolbeault, E. Séré: Variational characterization of eigenvalues of Dirac operators, Calc. Var. Part. Diff. Eq., Band 10, 2000, S. 321–347
- mit B. Desjardins, C. Gandmont, P. Le Tallec: Weak solutions for a fluid-elastic structure interaction model, Revista Matemática Complutense, Band 14, 2001, S. 523–538
- mit E. Séré: An overview on linear and nonlinear Dirac equations, Discrete and Continuous Dynamical Systems, Band 8, 2002, S. 381–398
- mit A. Chambolle, B. Desjardins, C. Grandmont: Existence of weak solutions for the unsteady interaction of a viscous fluid with an elastic plate, Journal of Mathematical Fluid Mechanics, Band 7, 2005, S. 368–404
- mit Michael Loss: Self-adjointness of Dirac operators via Hardy-Dirac inequalities, J. Math. Phys., Band 48, 2007, S. 112107
- mit M. Lewin, E. Séré: Variational methods in relativistic quantum mechanics, Bulletin of the American Mathematical Society, Band 45, 2008, S. 535–593
- mit Jean Dolbeault, Michael Loss: Rigidity versus symmetry breaking via nonlinear flows on cylinders and Euclidean spaces, Inventiones Mathematicae, Band 206, 2016, S. 397–440